# Cantó de Saint-Bonnet-de-Joux
El cantó de Saint-Bonnet-de-Joux és un cantó francès del departament de Saona i Loira, situat al districte de Charolles. Té 8 municipis i el cap és Saint-Bonnet-de-Joux.

## Municipis
- Beaubery
- Chiddes
- Mornay
- Pressy-sous-Dondin
- Saint-Bonnet-de-Joux
- Sivignon
- Suin
- Verosvres

## Història
| Data d'elecció                           | Identitat         | Partit                    | Qualitat |
| ---------------------------------------- | ----------------- | ------------------------- | -------- |
| 1945-1951                                | Louis Lambert     | SFIO                      |          |
| 1951-1960                                | René Villars      | Radical                   |          |
| 1960-1970                                | Gilbert Nourissat | Divers droite             |          |
| 1970-2001                                | François Lacharme | Divers gauche, després PS |          |
| 2001-2002                                | Jacques Vincent   | Sense etiqueta            |          |
| 2002-                                    | Jacques Lecoq     | UMP                       |          |
| les dades anteriors no són pas conegudes |                   |                           |          |
|                                          |                   |                           |          |

## Demografia
| A partir de 1990: Població sense dobles comptes |